# Eublemma bipartita
Eublemma bipartita är en fjärilsart som beskrevs av Rothschild 1921. Eublemma bipartita ingår i släktet Eublemma och familjen nattflyn. Inga underarter finns listade i Catalogue of Life.